# Toulouse FC
Toulouse FC (Toulouse Football Club) je klub francouzské Ligue 1, sídlící ve městě Toulouse. Toulouse FC patří k předním klubům Francie. Klub byl založen roku 1970. Hřištěm klubu je Stadium Municipal s kapacitou 35 472 diváků.

## Úspěchy
- 3× vítěz 2. francouzské ligy (1982, 2003, 2022)
- 1× vítěz francouzského poháru (2023)

## Známí hráči
- Pavel Fořt
- Daniel Braaten
- Cédric Carrasso
- Johan Elmander
- Fabien Barthez